# Nintendo Entertainment System
Nintendo Entertainment System（ニンテンドー・エンターテインメント・システム、略称：NES）は、日本国外において任天堂より発売された家庭用ゲーム機。
日本で発売されたファミリーコンピュータをベースに筐体の変更や各国への対応を施している。

## 概要
NES及びファミリーコンピュータは当時もっとも成功したゲーム機であり、任天堂によれば全世界で約6000万台が販売された。アタリショックで衰退したビデオゲーム業界を再び活性化し、ゲームデザインから商慣習に至るまでのあらゆる面で、以降の家庭用ゲーム機ビジネスの手本となった。当時としては斬新な横スクロールアクションゲームである『スーパーマリオブラザーズ』はこのゲーム機の最初にして最大のキラーソフトとなった。また、サードパーティーに対して初めて訴訟が提起されたゲーム機でもある。
北米では1985年、ヨーロッパでは1986年、オーストラリアでは1987年に発売された。本体の外側に“Nintendo”の文字が大きく表記されていたためか、現地では「ニンテンドー」の愛称で親しまれた。
韓国向けは現代電子産業（現・SKハイニックス）が任天堂からOEM供給を受け、北米版をベースに、ヒョンデ・コンボイ（현대 컴보이/HYUNDAI COMBOY）の名称で1989年に発売した。“Nintendo Entertainment System KOREAN VERSION”ロゴの左側に韓国語のハングルとアルファベットで“현대 컴보이 COMBOY”（コンボイ）とロゴが記されている。

## 歴史
1980年代初頭の業務用ゲームでの成功を受けて任天堂は、テレビゲーム15、テレビゲーム6とは異なる、カートリッジを交換して様々なゲームをできる独自のゲーム機の生産を計画した。上村雅之らによって設計され1983年7月15日に日本で発売されたファミコンは、1984年末までには日本で一番売れるゲーム機になった。この成功に活気付けられて任天堂はすぐに北米市場への進出を考えた。
1983年末頃にアタリブランドから、“Nintendo Enhanced Video System”の名でファミコンを発売すべくアタリと交渉に入った。しかし、交渉をしている最中にアタリショックによりアタリは会社が傾き、またその頃にコレコが自社パソコン向けに『ドンキーコング』移植版の発売を発表し、これをアタリは任天堂とコレコが接近している兆候と受け取り交渉は不成立に終わった。

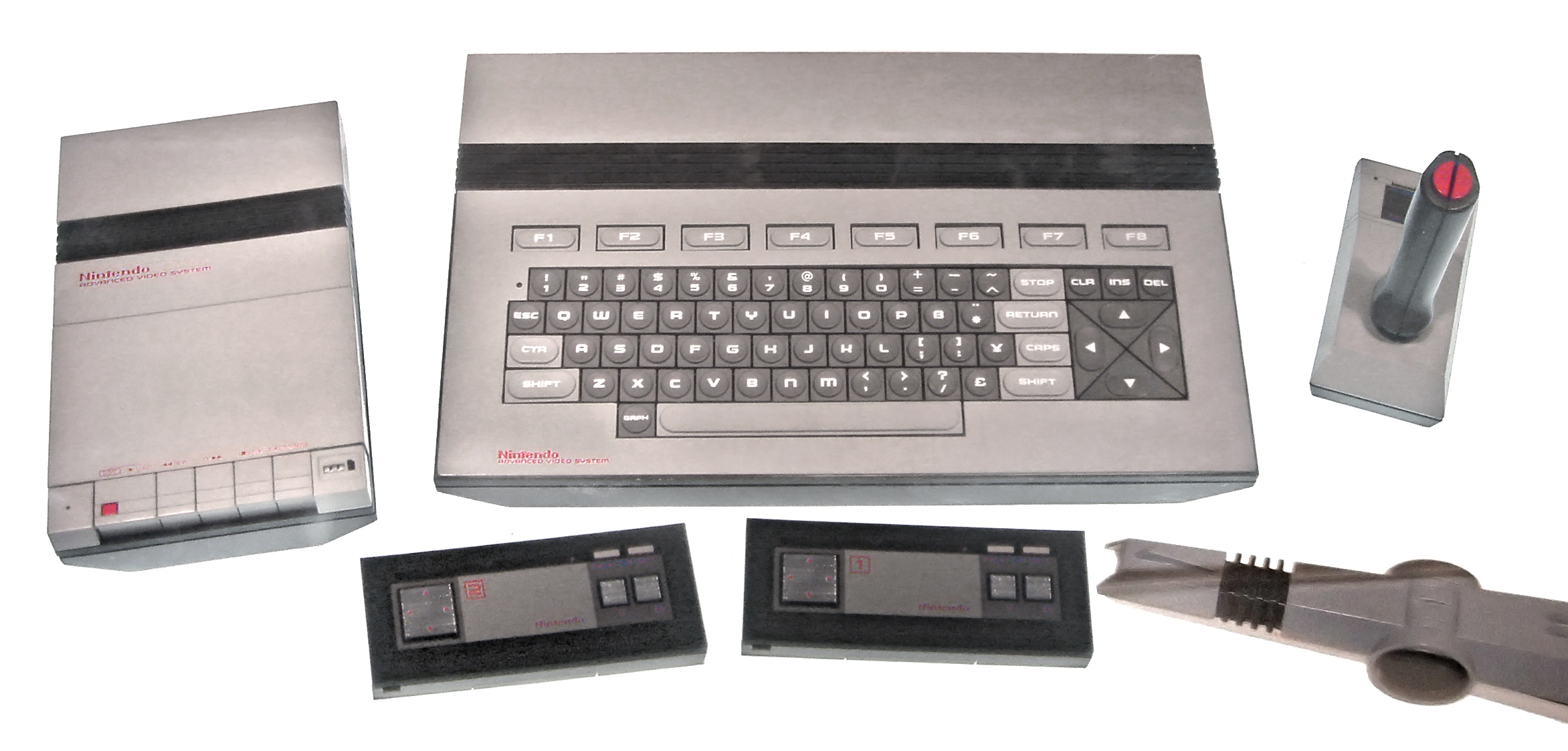
Advanced Video System

次に、任天堂は1985年1月上旬に開催されたコンシューマー・エレクトロニクス・ショー（以下、CES）でNintendo Advanced Video Systemをサンプル出品した。これはキーボードとデータレコーダ、無線式ジョイスティック、BASIC言語を加えたものだったが、北米のビデオゲーム市場はアタリショック以降壊滅的状況が続いており、これの発売も立ち消えとなった。
最終的に任天堂は1985年6月2日に夏季CESで本機を発表した。Nintendo Advanced Video Systemから外装と名称を一新して、同年9月ニューヨークに投入、台数は5万台だった。同年10月18日にはニューヨークなど一部地域に限って出荷、1986年2月にはロサンゼルスで出荷開始し、いずれも反響が大きいため同年9月には全米に出荷を広げた。NESも日本でのファミコンと同様に人気を集め、ビデオゲーム産業を再活性化する立役者となった。
北米版の反響から、他の国々でもNESが発売された。欧州および豪州では大きく2つの地域に分けて販売網が構築された。イギリス・イタリア・オーストラリア（“地域A”と呼ばれる）での販売はマテルが受け持ち、イタリア以外のヨーロッパ大陸諸国（“地域B”）での販売は他の様々な会社によって行なわれた。一方、カセットのほとんどは任天堂から直接販売された。
こうして1980年代後半において任天堂は日米の家庭用ゲーム機市場で圧倒的なシェアを握った。しかし、任天堂は1990年まで欧州支店を設けていなかったため、競合していたセガはこれに乗じてマスターシステムを多くの国でNES以上に売り上げている。ただし世界累計での販売台数はNESに遠く及ばない。
1990年代に入ると、16ビット機のセガ・ジェネシスなど機能的に優位な後発機が登場し、任天堂自身も“Super Nintendo Entertainment System”（SNES）を発売するなど、NESは徐々に市場の主役の座を譲っていった。任天堂はNESのサポートを続け、途切れない本体への需要に応じるため1990年代前半には初代NESのハードウェアの欠点を改善した新版 NES2（日本におけるAV仕様ファミコンに相当）を発売した。しかし1995年には、売り上げの減少と新作ゲームの欠如を受けて、ニンテンドー・オブ・アメリカ（NOA）はNESの生産を終了した。

## ハードウェア

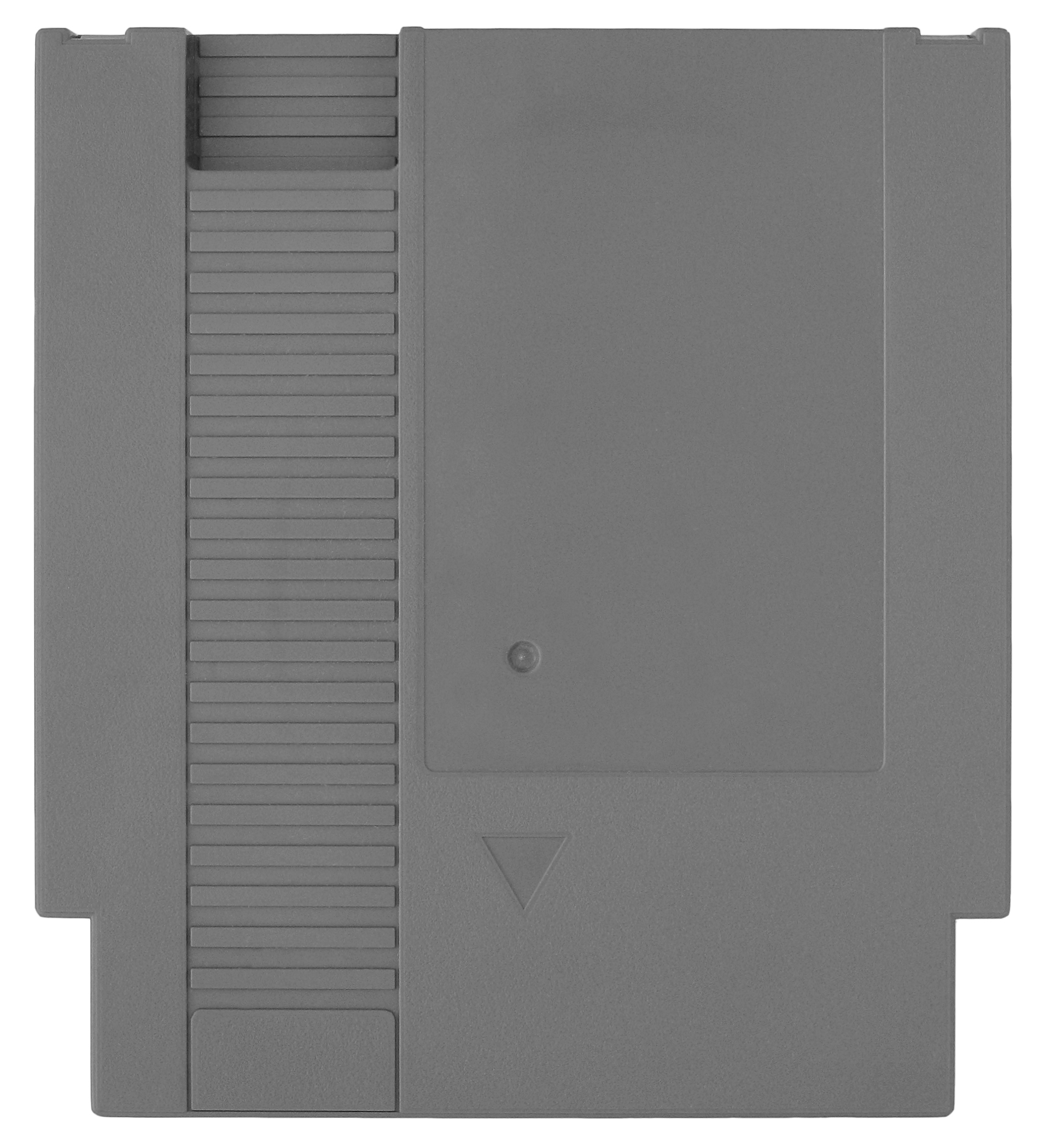
NESゲームカートリッジ。実際にはゲームタイトルを示す縦長のステッカー（シール）が貼られている

NESは豪華版のDeluxe Setと廉価版のAction Setが発売された。本体及びケーブル類、コントローラー2個、光線銃はどちらのセットにも共通で入っている。Deluxe Setには他にファミリーコンピュータ ロボット（海外名R.O.B., "Robotic Operating Buddy"）と対応ソフト『ジャイロ』（海外名Gyromite）、光線銃用ソフト『ダックハント』が付属する。Action Setにはそれらは無く、代わりに『スーパーマリオブラザーズ』と『ダックハント』を1つにまとめたカートリッジが付く。
NESは本質的にはファミリーコンピュータと同じハードウェアだが、いくつか重要な違いがある。
筐体
ファミコンは上から挿入するカセットスロットと、前面に周辺機器を接続する15ピンの拡張端子を持ち、紅白に彩られている。対してNESは、前面から挿入するカセットスロット（しばしばビデオデッキやトースターに喩えられる）と、落ち着いた灰色と赤でまとめられている。拡張端子は底面にある。
カセット
ファミコンのカセット端子が60ピンなのに対しNESは72ピンで、サイズもやや大きい。つまり互換性がない。また、ピンの用途も異なる。ファミコンに2本あったカセット内蔵音源用端子が削除され、残り差し引き14本は底面の拡張端子と同じ物のカセット配線に10本、10NESと呼ばれる海賊版対策チップ用に4本が使われている。
なお、北米で販売された初期のゲーム（StackUPなど）は、単にファミコンカセットをNESに挿せるように変換アダプタを接続したもので、日米で同じ基板を使って費用と在庫量を削減するための方策である。NES用カセットをファミコンで使用する、或いは逆にファミコン用カセットをNESで使用するアダプターは、非純正の物が現在でも流通している。
なお、日本国内でもNESとほぼ同じカートリッジを採用したファミコンソフトが存在するが、一般発売されておらずホテルや旅館に設置されていた業務用ファミコン「ファミコンボックス」やディスクカード書換機「ディスクライター」の専用カートリッジに採用されている。

## 仕様

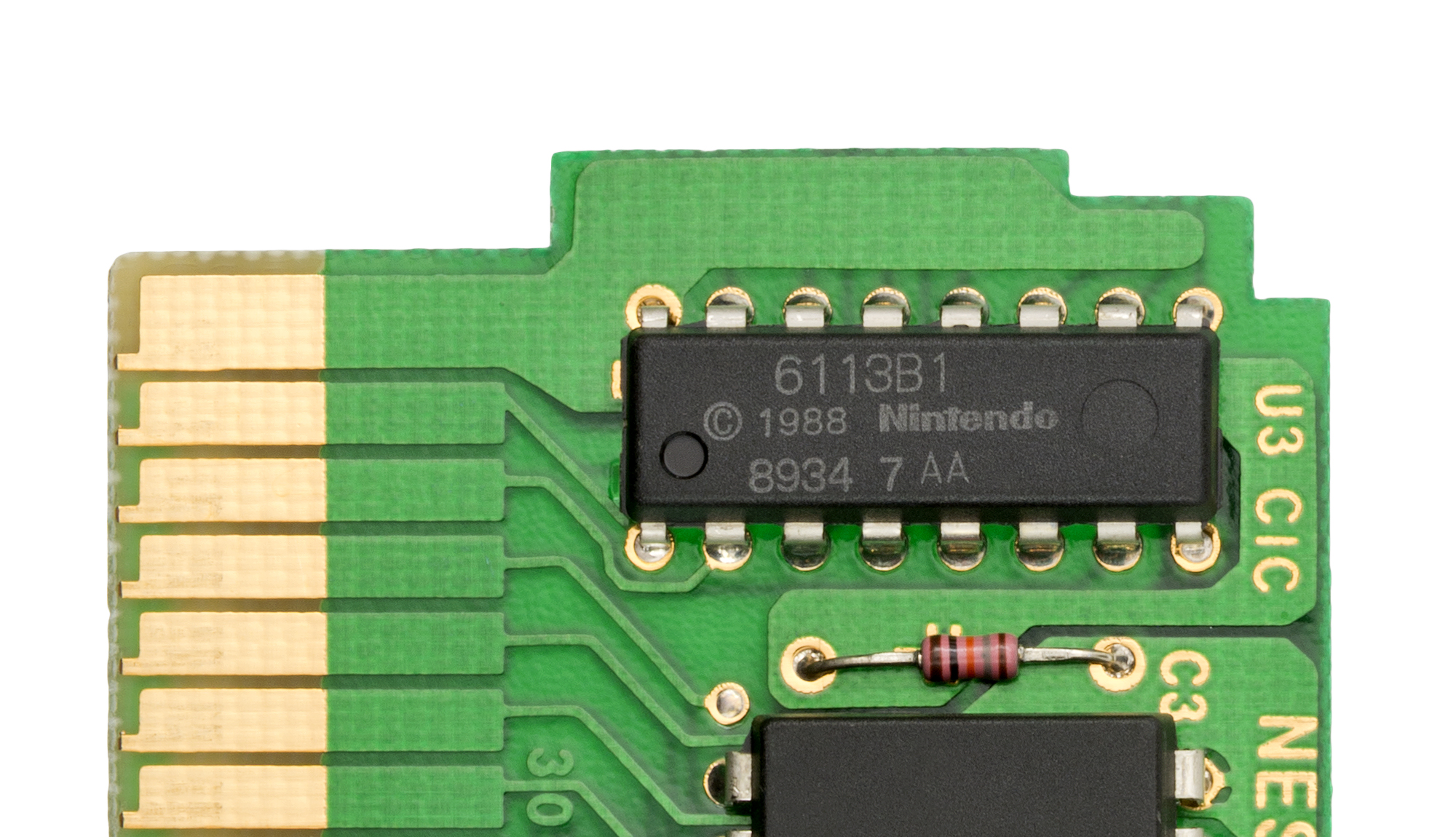
10NESチップ

CPU
CPUは、Ricoh 2A07が乗っている。8Bit、クロック速度は約1.79MHz。日本のファミリーコンピュータでは、Ricoh 2A03だが、映像出力方式以外（2A03はNTSC、2A07はPAL）大きな違いはない。MOS 6502をリコーが改良したものである。
海賊版対策回路
ファミコンは海賊版対策回路を持たず、そのため極東では（非ライセンス品と無断複製版の両方の意味で）海賊版ソフトが氾濫した。対して、初代NESには10NESチップという対策回路が搭載され、無許可版の製作を著しく困難にした（ただしNES2には搭載されていない）。後に、NESを分解して10NESチップの4番ピンを切断すればチップを無効化でき、海賊版や輸入版ソフトが使えるほか、合法的なゲームの互換性も向上することが明らかになった。欧州版には地域Aと地域Bのゲームを相互にプレイできなくする対策チップが載っていた。
映像出力
初代ファミコンはRF出力のみ、AVファミコンはビデオ出力のみだったのに対し、NESはツインファミコンのようにRF出力とビデオ出力の並存だった（フランス版はアナログRGB信号の含まれるSCART端子もあるが、内部でコンポジット→RGB変換しているだけなので、RGBの高画質は期待できない）。ちなみにNES2はRF出力のみ、ヨーロッパ版とオーストラリア版では現地の仕様にあわせPALまたはSECAM出力となっている。

## 周辺機器
ファミコン用には発売されたが、NES用は出なかった周辺機器やソフトウェアがいくつかある。

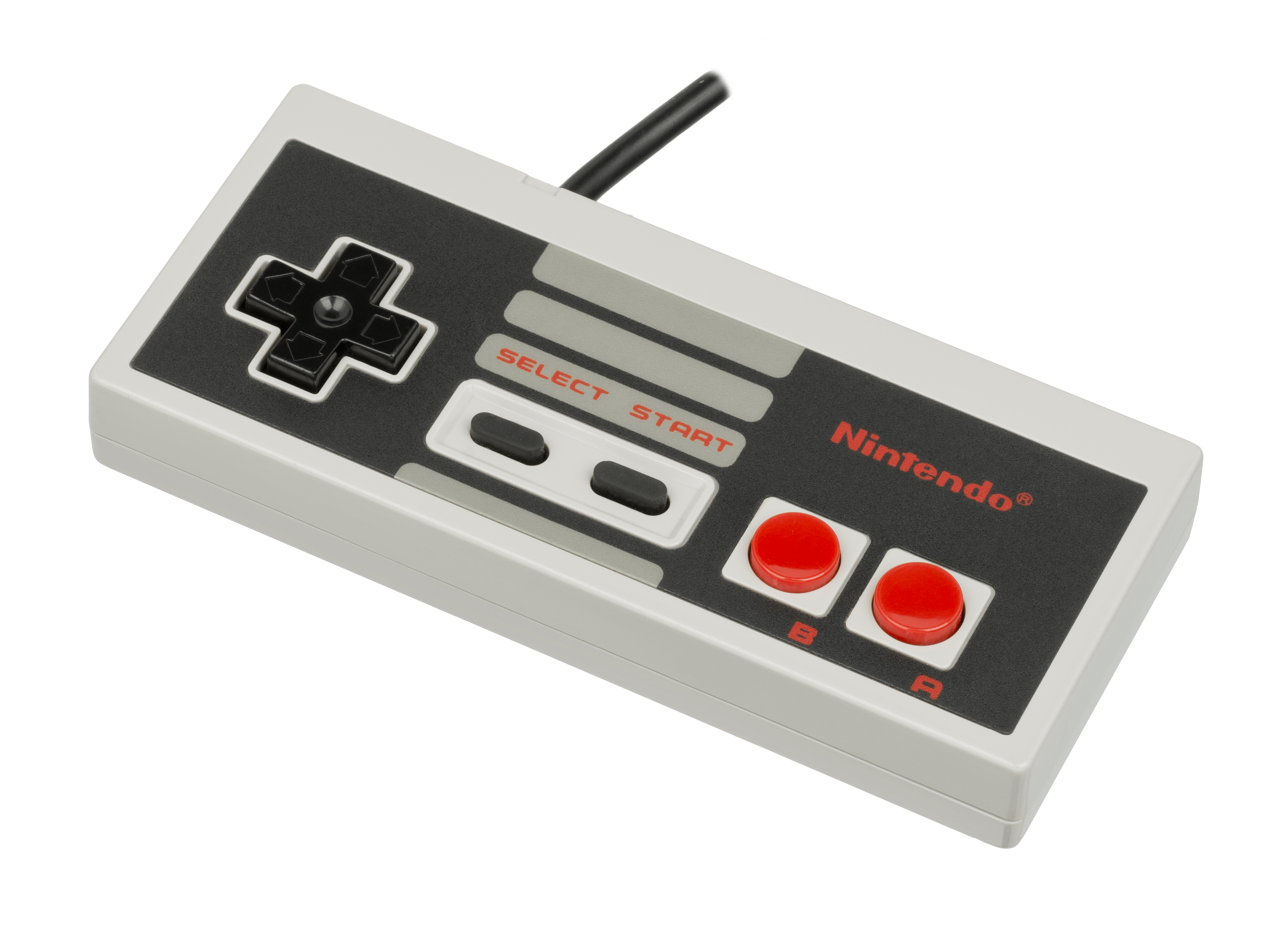
ディスクシステム - 日本と台湾と香港でのみ発売されたファミコン用のディスクドライブである。任天堂は海賊版を危惧してその他の国では発売しなかった。『Super Mario Bros. 2（日本：スーパーマリオUSA）』として発売された『夢工場ドキドキパニック』や『悪魔城ドラキュラ』シリーズのように、ディスクシステム用ソフトの多くがNES用カートリッジソフトとして移植されている。一方、オリジナルの『スーパーマリオブラザーズ2』は、SNES用ソフト『Super Mario All-Stars（日本：スーパーマリオコレクション）』に『Super Mario Bros.: The Lost Levels』として収録されるまで日本国外向けには発売されなかった。
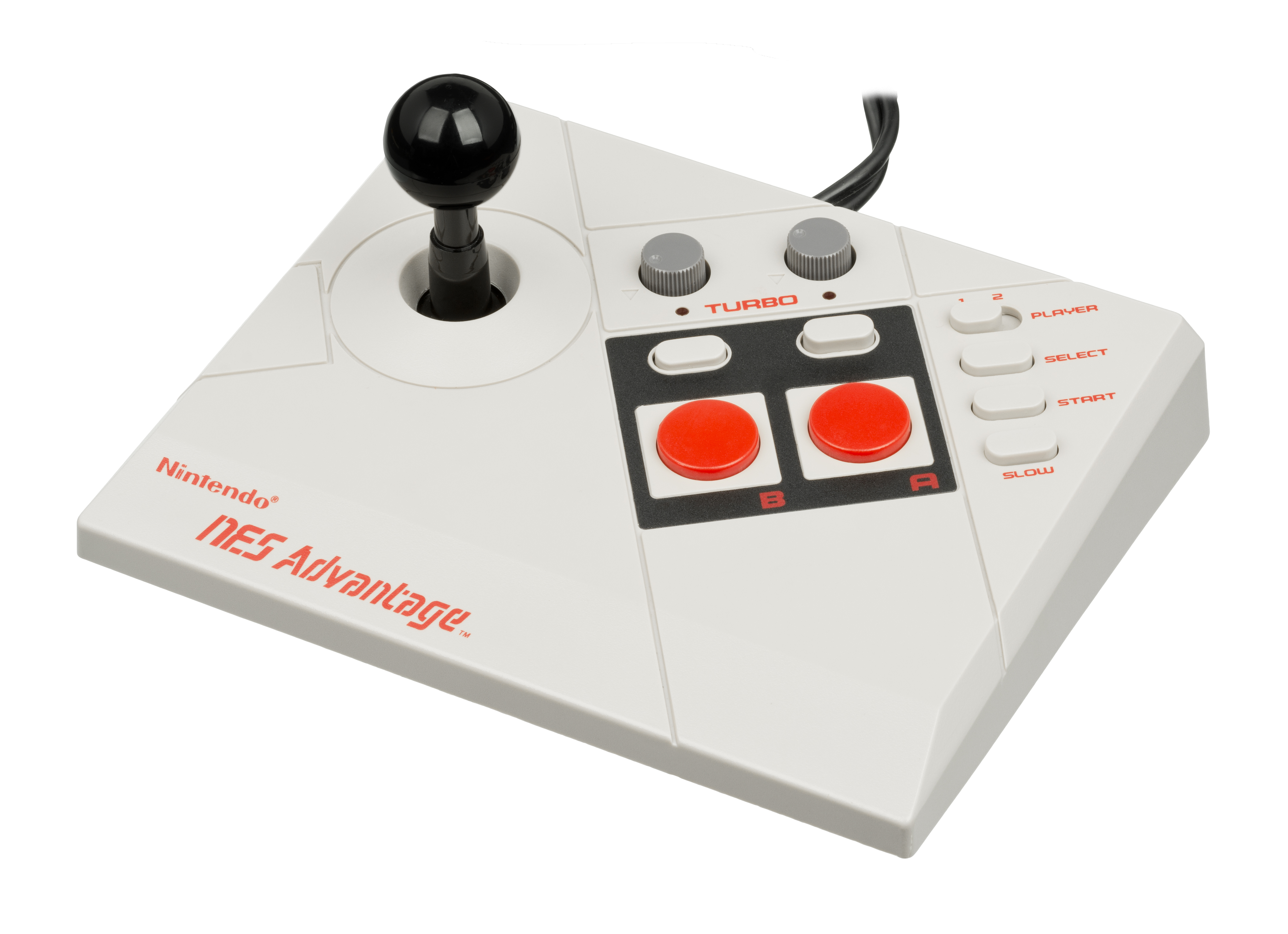
NES用ジョイスティック
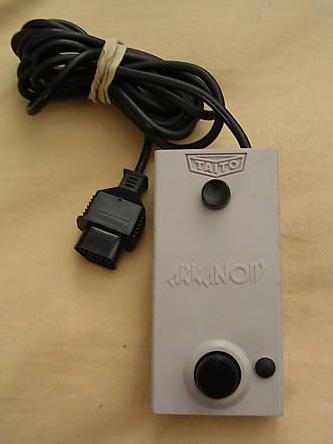
NES用パドル
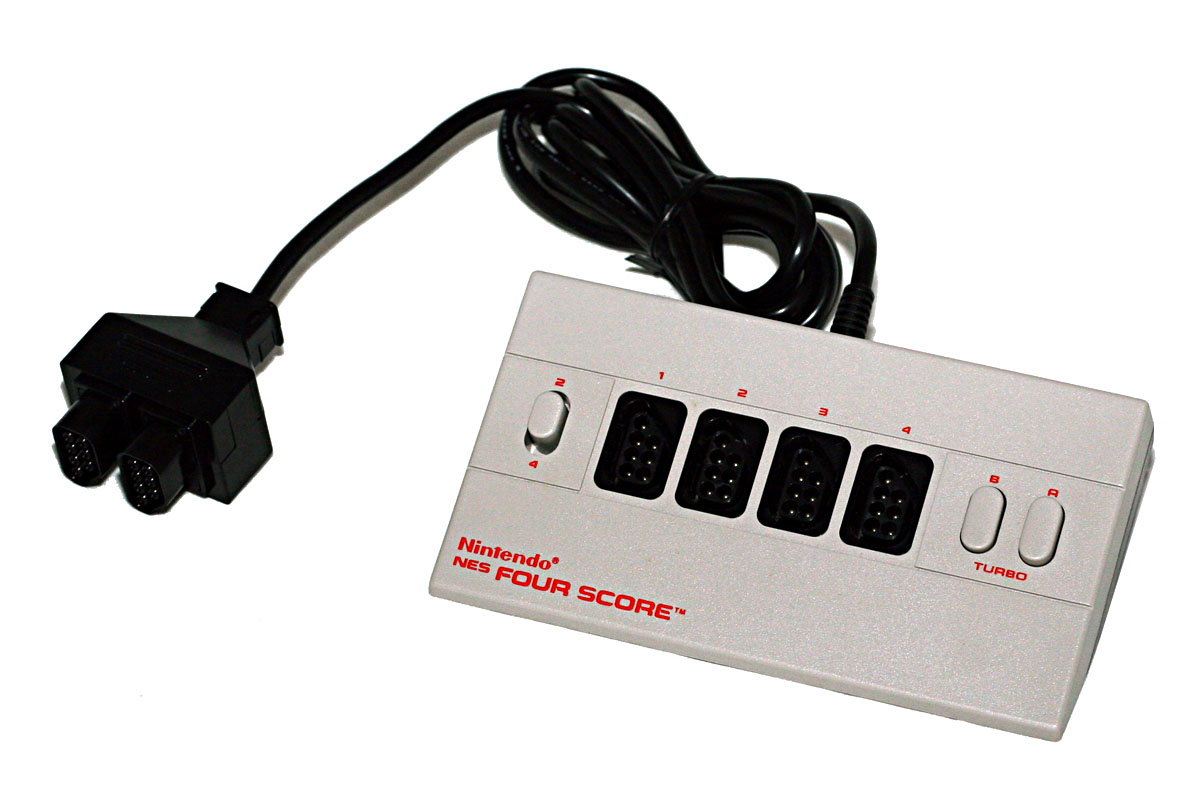
ファミリーベーシック - ファミコン用のBASIC言語である。自分用のゲームをプログラムできる。多くのプログラマがこの言語でプログラミングに入門した。
- 通信アダプタ - 任天堂のサーバに接続するためのモデムである。ジョークや（主に任天堂に関する）ニュース、攻略法、日本国内の天気予報が提供されていた。いくつかのプログラムもダウンロードできた。

カセット内蔵音源
NESでは音源信号入力のピンは底面の拡張端子のみで、ファミコンと異なりカセット端子には無い。結果的にNESはカセット版ソフトでは拡張音源を使用できなくなり、NES版ではファミコン版に比べて本体内蔵音源のみとなったソフトがいくつかある。『悪魔城伝説』（英：Castlevania III: Dracula's Curse）がこの問題の顕著な例である。
コントローラ
NESの標準コントローラは、ファミコンのIコントローラと同様の A、B、スタート、セレクトの四つのボタンと十字キーが配された長方形型のものが採用された。ファミコンとは異なりIコン・IIコンの差は無く、同じ形状の物が2つ同梱。また、本体に直付けではなく、日本のAV仕様ファミコン同様に本体前面に2つある7ピンのコントローラーコネクタに接続して使用する。
日本版のAV仕様ファミコンにもNESのコントローラーが挿せるので、初代ファミコンと変わらない操作性で遊べると言う利点がある。
後に発売されたNES2では日本のAV仕様ファミコンと同様、スーパーファミコンのコントローラのように「犬の骨」を思わせる形となった。
ファミコンの15ピンエキスパンドコネクタにあたるコネクタはなく、NES ザッパー、パワーパッド、R.O.B.、パワーグローブ、といった周辺機器の接続にも、コントローラ用コネクタがそのまま用いられた。
派生品として「Nintendo Hands Free Controller」があり、これは障害者向けのコントローラーで、手や指を使わず顎や呼吸によって操作をすることが可能。希望者や病院などに安価で提供された。
パワーグローブの多段階入力
NES用データグローブとしてマテルから販売された『パワーグローブ』は工業用と比べて解像度が低いが多段階入力に対応しており、それに対応したゲームも販売された（日本ではファミコン用コントローラーとして販売されたが、データグローブとしての多段階入力に対応したゲームは販売されずに、汎用のコントローラーとして利用された。）。
- NES用コントローラ
- NES用ジョイスティック
- NES用パドル
- NES用マルチタップ

## ソフトウェア
上記の表の「北米」「欧州」列が任天堂からライセンスされたNES用ソフトウェアである。
一方で非ライセンスソフトも存在しており、そのうちの海賊版に関しては、1990年に任天堂のアメリカ法人が「マルチ・ゲームカートリッジ」と呼ばれる偽造カートリッジに関わるレンタル・製造・小売り業者を相手に裁判を起こしている。

## 廉価版（NES-101）

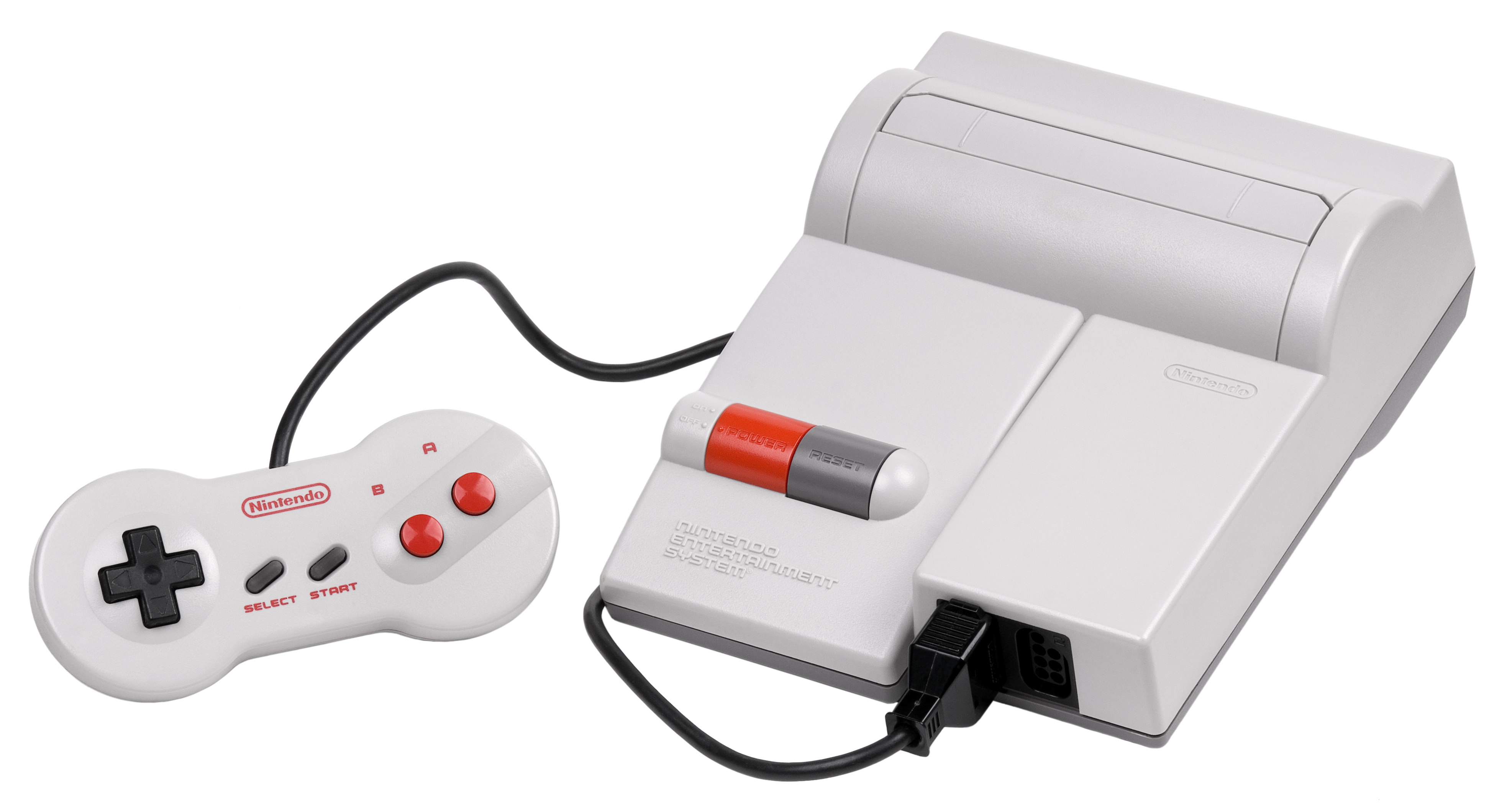
廉価版（NES-101）

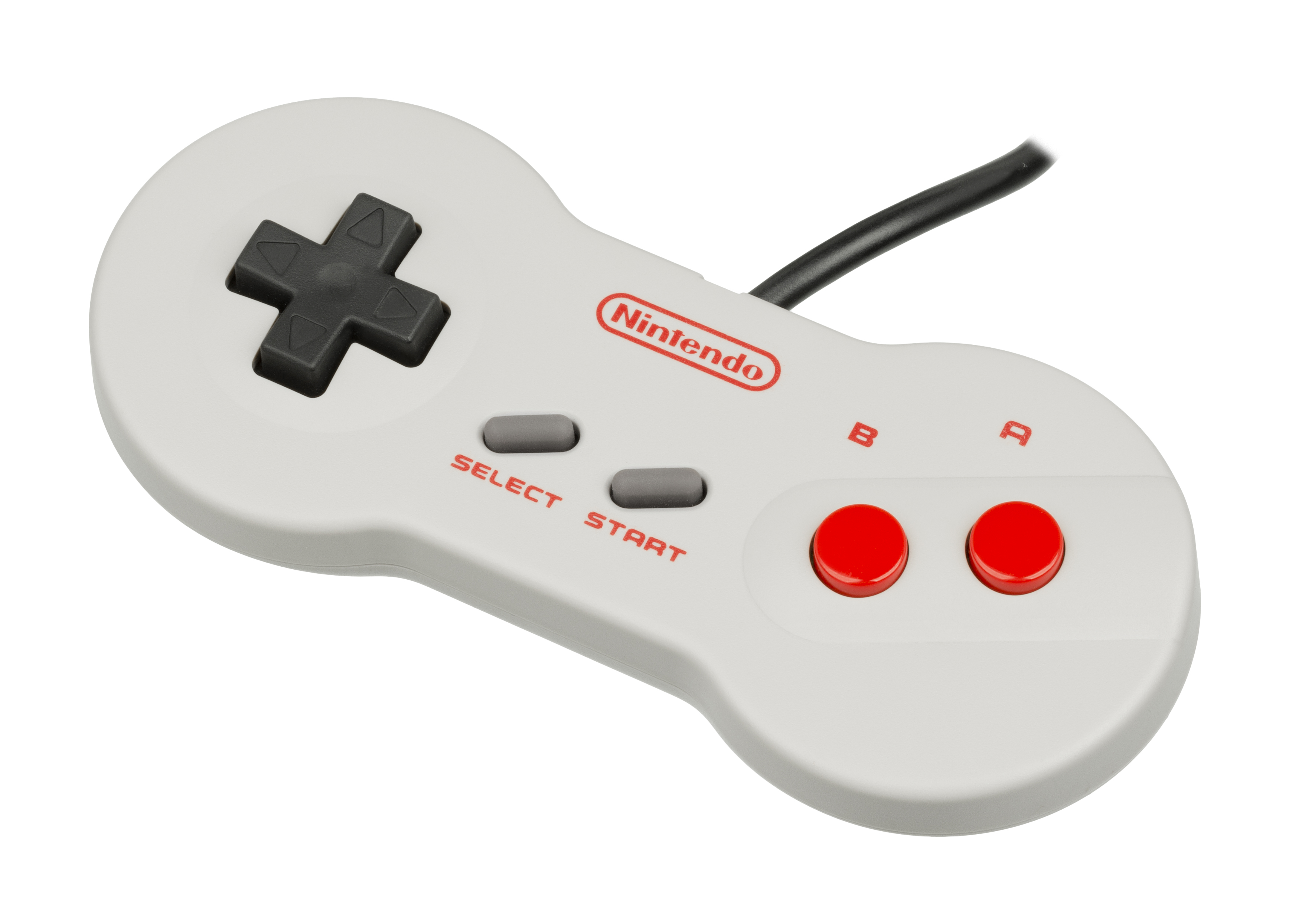
コントローラー

1993年10月15日に廉価版としてアメリカ合衆国向けのNTSC出力モデル（NES-101）とオーストラリア向けのPAL出力モデル（NESP-101）が発売された。外観は大幅に見直され、NES-001で起こっていた設計上の欠点（後述）をクリアするために、日本向けのファミリーコンピュータやSuper Nintendo Entertainment System（スーパーファミコン）と同様、上部の挿入口にカセットを挿入するトップローディング方式となった。すなわち日本向けのAV仕様ファミコン（HVC-101）と酷似する外形デザインとなり、NES-001にあったLEDランプは省略された。一方でカセット挿入口部分はNESの大型のカセットを支えるために日本のHVC-101と比べて大きく膨らんだ形状となり、日本のHVC-101はAV出力が付いてRF出力が別売・外付けとなったのに対し、本機はNES-101で装備されていたAV出力が省略されてRF出力のみとなり、映像出力に関しては逆の関係となった。また、HVC-101の側面下部（HVC-001は前面下部）に装備されている拡張端子もない。なお、NES-101のみチャンネル切り替えスイッチ（US3チャンネル - US4チャンネル）があり、NESP-101にはない。
NES-001にて不具合の多かったNES10チップによる認証システム(前述)も本機では省略された。

## 復刻版

NES Classic Editionのロゴ

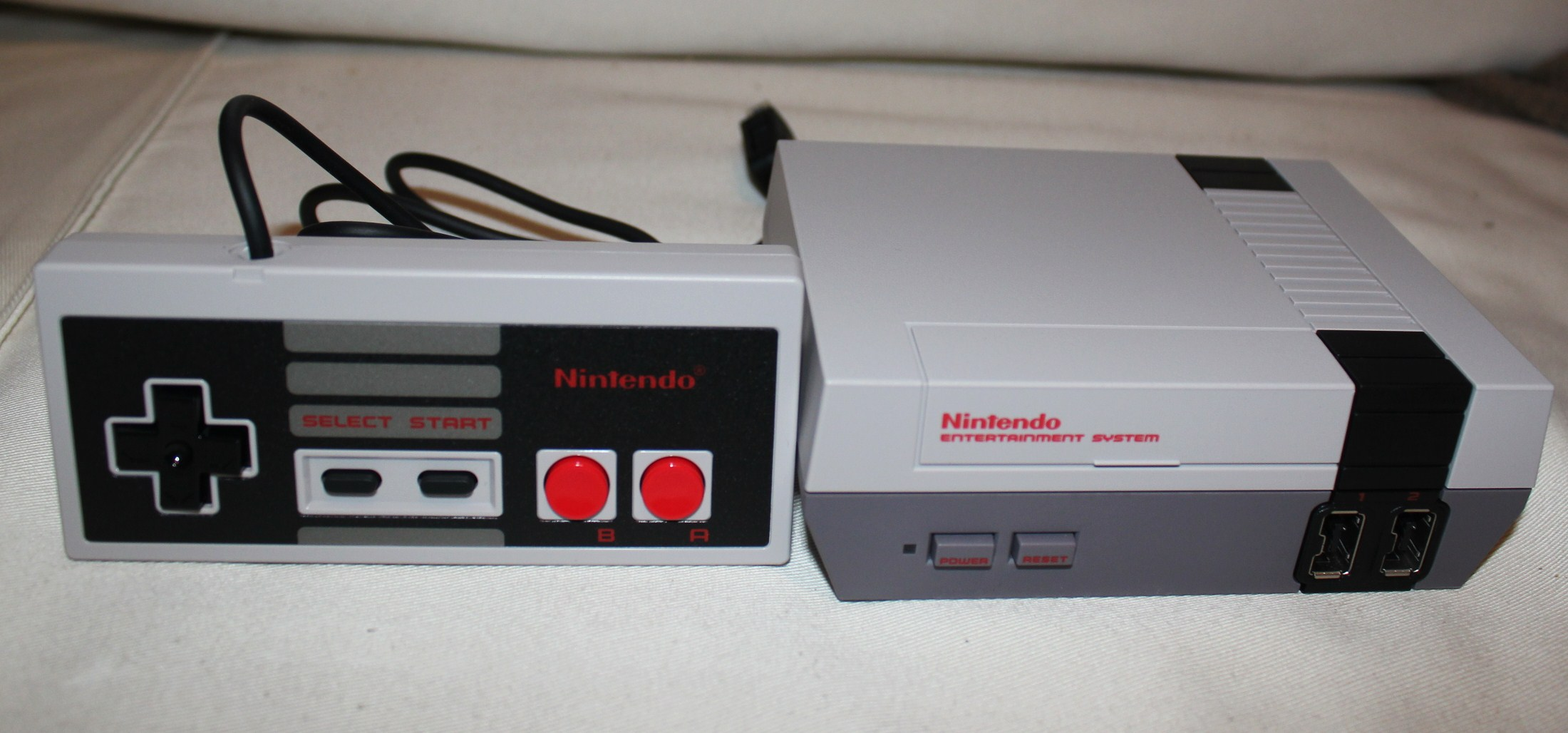
Nintendo Classic Miniの本体

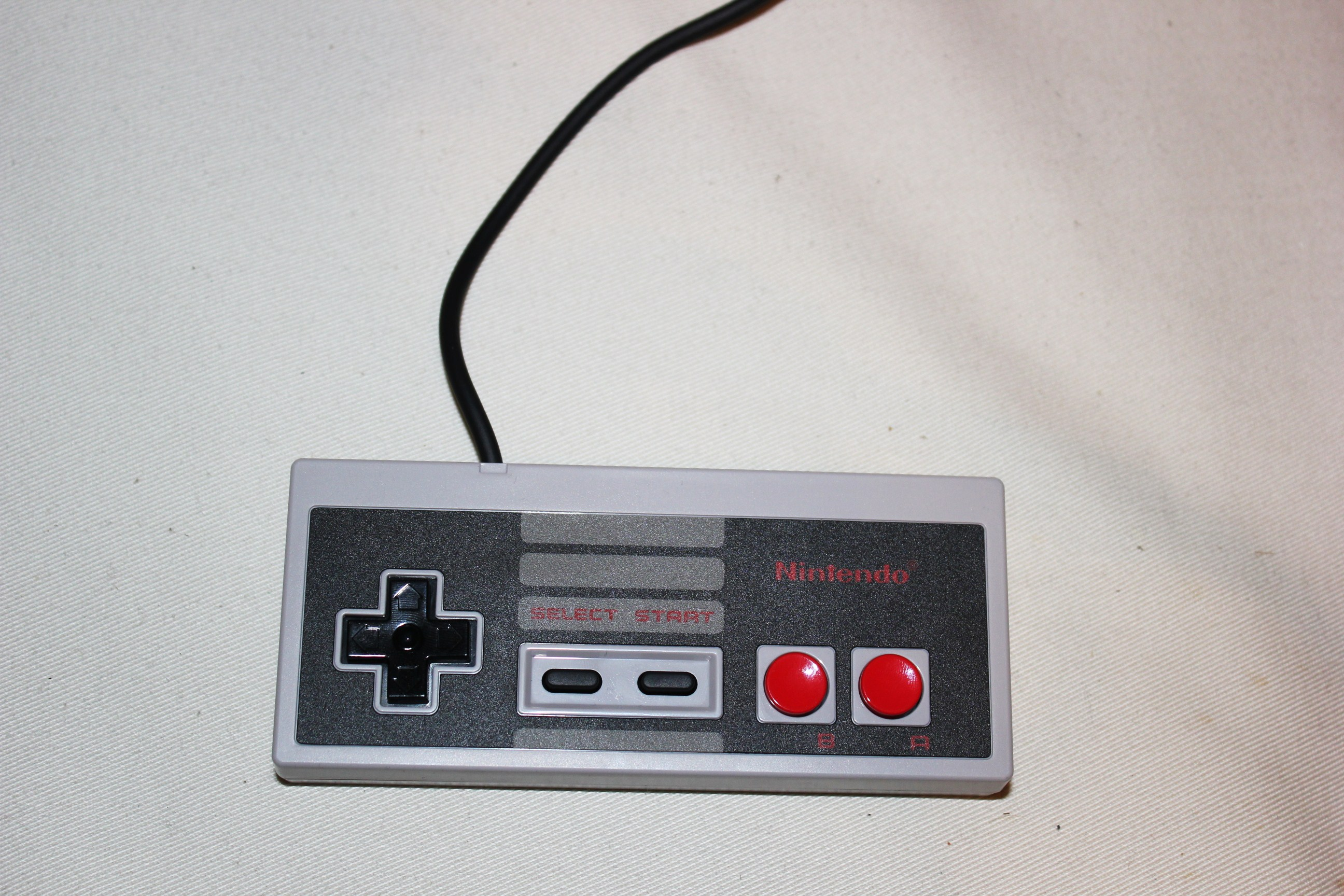
Nintendo Classic Miniのコントローラ

2016年11月11日に任天堂公式の復刻版として発売された。商品名は、欧州では「Nintendo Classic Mini（ニンテンドー・クラシック・ミニ）」、米国では「NES Classic Edition（NESクラシック・エディション）」の名前で発売され、パッケージ内に前者は日本版同様USBケーブルが電源用に用意され、別途USBのAコネクタに電源を供給するACアダプタが必要。後者はACアダプタが同梱されている。本体は掌に乗る大きさに小型化され、スーパーマリオブラザーズシリーズやゼルダの伝説シリーズなど当時のゲームのうち30種類が標準で内蔵されている。コントローラは本体と分離されており、2コントローラ目はオプションとなっている。画像出力はHDMIになった。商品には前述の電源用アクセサリの他、本体と共にコントローラが一つと、HDMIケーブルが同梱されている。オプションとしても用意されているコントローラは、Wiiリモコンに接続することによってバーチャルコンソールなどのコントローラとしても使用することが可能である。日本国内ではNES版の発売予定はなく、ファミコンを小型化した「ニンテンドークラシックミニ ファミリーコンピュータ」を発売した。

### 収録ゲーム
出典：
- Super Mario Bros.
- Super Mario Bros.3
- The Legend of Zelda
- Donkey Kong
- Mega Man 2
- PAC-MAN
- FINAL FANTASY
- Metroid
- Kirby's Adventure
- Castlevania
- NINJA GAIDEN
- Super Mario Bros.2
- Dr.Mario
- Punch-Out Featuring Mr.Dream
- Balloon Fight
- Donkey Kong jr.
- Zelda II The Adventure of Link
- Excitebike
- Ice Climber
- Kid Icarus
- DOUBLE DRAGON II:THE REVENGE
- BUBBLE BOBBLE
- テクモボウル（英語: Tecmo Bowl）
- Castlevania II: Simon's Quest
- Mario Bros.
- SUPER C
- Galaga
- StarTropics
- GHOSTS'N GOBLINS
- GRADIUS

## 問題点

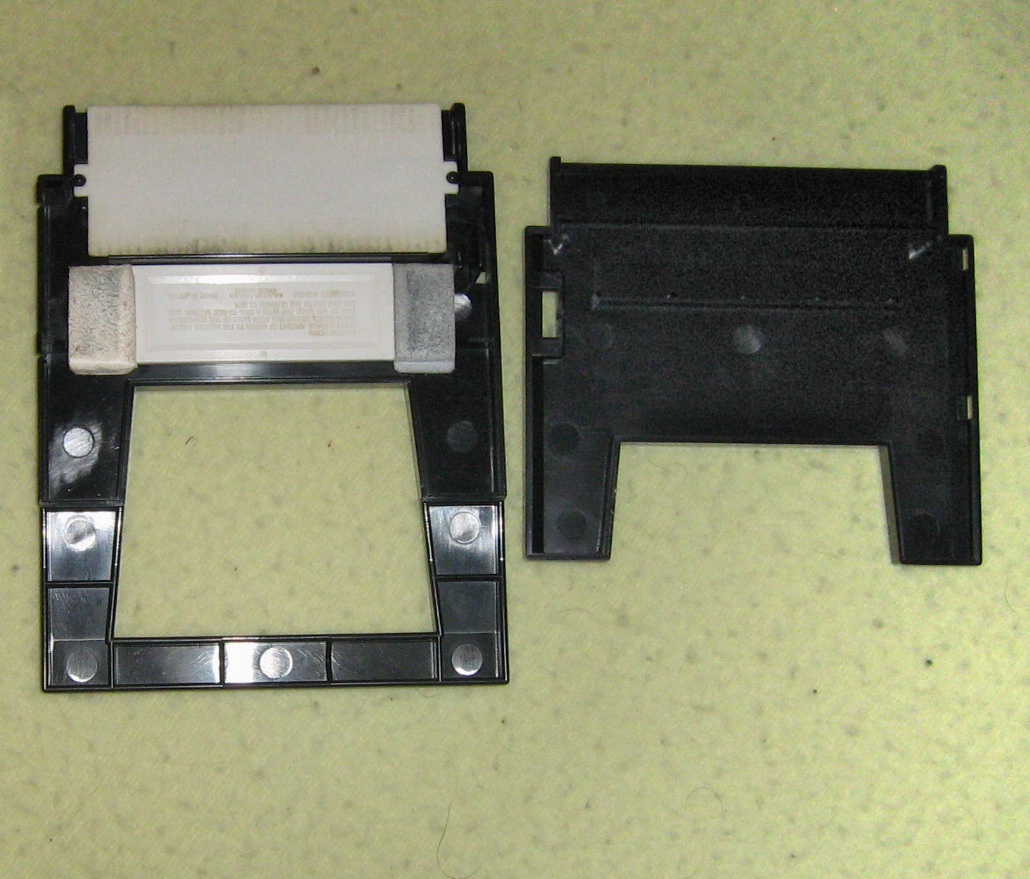
純正クリーニングキット

任天堂は、NESの北米市場進出の際にアタリショック以降のゲーム機全般に対する不評を回避すべくデザインの面から競合他機種との差別化を図った。その1つが、家電であるビデオデッキをイメージした本体前面に水平に挿入するZIF方式のカセットスロットである。だが、このカセットスロットは新品状態では特に問題はないが、カセット挿入時の力加減ではピンが折れ曲がったり、抜き差しの繰り返しによって比較的早くピンが摩耗した。これはコネクターに腐食しやすい安価な合金を使用したことが原因のひとつとされ、ゲームジニーなどの非ライセンス品の使用がこの問題を更に悪化させる要因となった。また、NESのコネクタはファミコンで採用されたエッジ・コネクタに比べても塵や埃に弱く、これも接触不良の原因となった。さらに、NESに搭載された 10NESと呼ばれる海賊版対策回路がこの問題に拍車をかけた。起動時にゲームソフトが正規品かどうかを確認する 10NESの動作タイミングは非常に厳格で、接触不良によるタイミングのズレから起動されずパワーランプが明滅を繰り返すという誤作動をしばしば引き起こした。これに対してユーザーは、コネクタに息を吹きかける、ゲーム機を叩く等の行為におよび、これらの行為がカセットやゲーム機本体の摩耗や破損につながった。
任天堂は、接触不良への対策として1989年に NES用のクリーニングキットを発売。1993年に発売されたNES2では海賊版対策チップを搭載せず、カセットスロットも垂直挿入方式のエッジ・コネクタとした。また、ゲーム機の不具合に対応するためアメリカ中に任天堂の認可を受けた修理センターが作られた。

## 生産終了後の動向
生産終了後の数年でレンタルビデオ店やガレージセール、フリーマーケット周辺に確立したコレクター市場でゲーム愛好家はNESを再評価した。エミュレーションの発達と併せて1990年代後半はNESにとって第二の黄金時代ともいうべきものだった。
エミュレーションへの興味の高まりと並行してNESのハードウェア改造ブームも勃興した。マニアたちはNESを完全に別の筐体に移し変えたり、部品取りや単に面白半分で解剖したりした。コントローラは改造の格好の対象で、パソコンとパラレルポートやUSBを介して接続できるように改造された。乾電池と液晶画面を加えて携帯ゲーム機に改造する者もいた。
また本機のコントローラのデザインはNESのシンボルとして認識されるようになった。任天堂は限定版ゲームボーイアドバンスSPや販売促進用商品といった欧米向けの商品に、NESコントローラのデザインを模したものを発売している。
2014年1月27日には任天堂が1990年のアメリカのゲーム大会用に116本のみ作った「Nintendo World Championships」がeBayに出品され、ラベルが破れていてシリアル番号が見えない状態にも拘らず300件を超える入札の末に99,902ドルで落札された。